# Alessio Cragno
Alessio Cragno, né le 28 juin 1994 à Fiesole, est un footballeur international italien. Il évolue  au poste de gardien de but.

## Biographie

### En club
Le 25 septembre 2012, il joue son premier match avec le Brescia Calcio contre le Modène FC 2018 en Série B. Lors du mois de juillet 2014, il est transféré au Cagliari Calcio, où il joue son premier match en Série A le 21 septembre 2014, contre l'AS Rome (défaite 2-0). 
En janvier 2016, il part au Virtus Lanciano sous forme de prêt. Le club est relégué en fin de la saison en Division 3. Le 9 juin 2016, il prolonge pour quatre ans avec le Cagliari Calcio. Lors de l'été 2016, il est prêté au Benevento Calcio, néo promu en Série B, et avec lequel il réussit à monter en Série A. Il revient ensuite au Cagliari Calcio, où il joue la plupart des matchs de la saison 2017-2018. 

### En sélection
Il fait ses débuts avec l'équipe d'Italie espoirs le 4 juin 2014, lors d'une rencontre amicale gagnée 4-0 contre les espoirs du Monténégro. 
En juin 2017, il est convoqué par Luigi Di Biagio pour disputer le championnat d'Europe espoirs 2017. Il reste sur le banc des remplaçants tout au long de la compétition, qui voit l'Italie s'incliner en demi-finale face à l'Espagne.
En septembre 2018, il est appelé pour la première fois en équipe d'Italie par Roberto Mancini, qui le convoque pour les matchs contre la Pologne et le Portugal (qu'il observe depuis le banc) pour la Ligue des nations de l'UEFA 2018-2019.
Le 7 octobre 2020, il connaît sa première sélection avec la Squadra azzura lorsqu'il remplace Salvatore Sirigu dans les cages à la 67e minute d'un match amical contre la Moldavie (victoire 6-0).

## Palmarès

### En sélection
| Italie - Coupe des champions CONMEBOL–UEFA - Finaliste : 2022 |

### Distinction personnelle
- Élu meilleur joueur de Serie B en 2017